# بريط متأخر
بريط متأخر (الاسم العلمي:Dipcadi serotinum) هو نوع من النباتات يتبع جنس البريط من الفصيلة الهليونية.

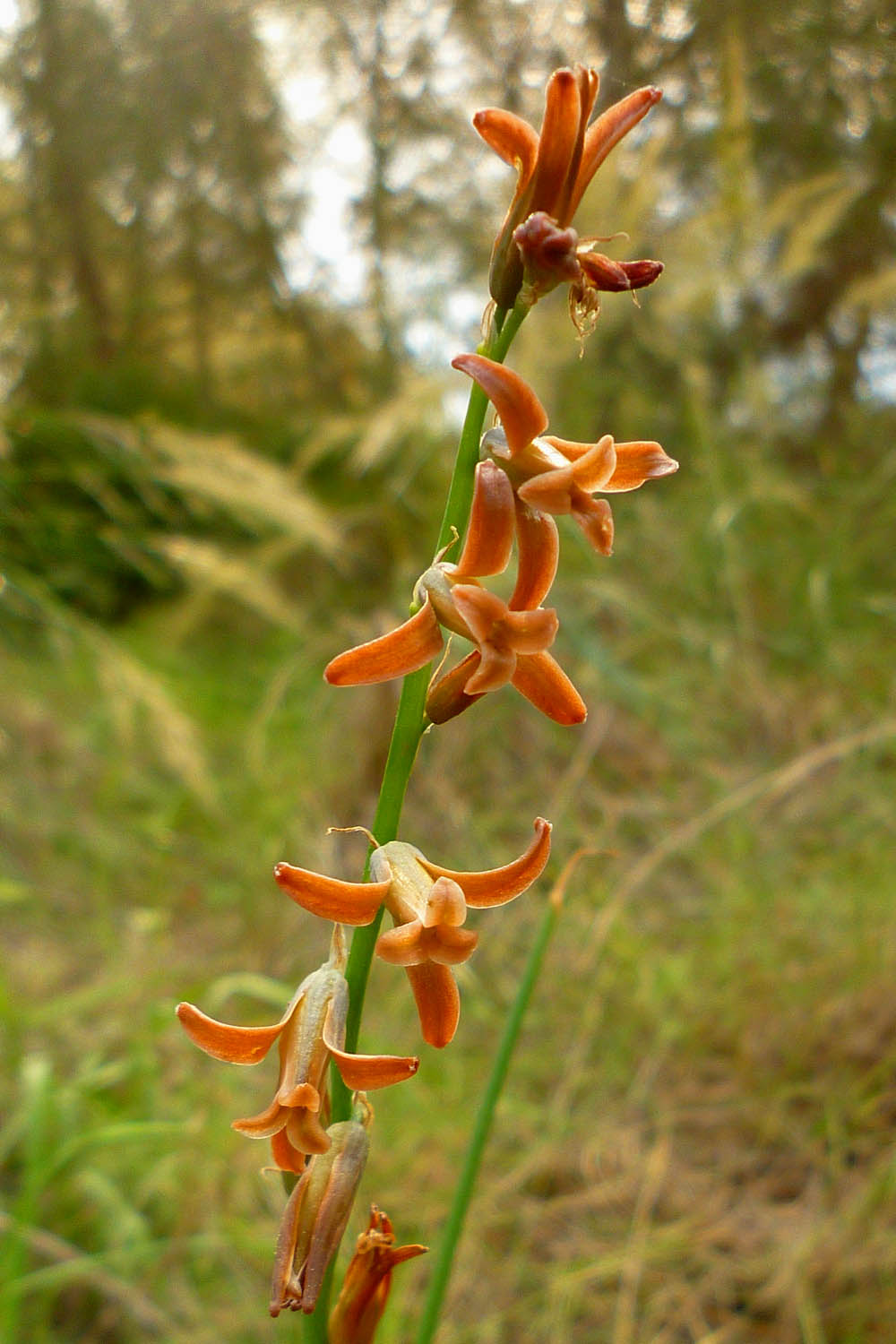
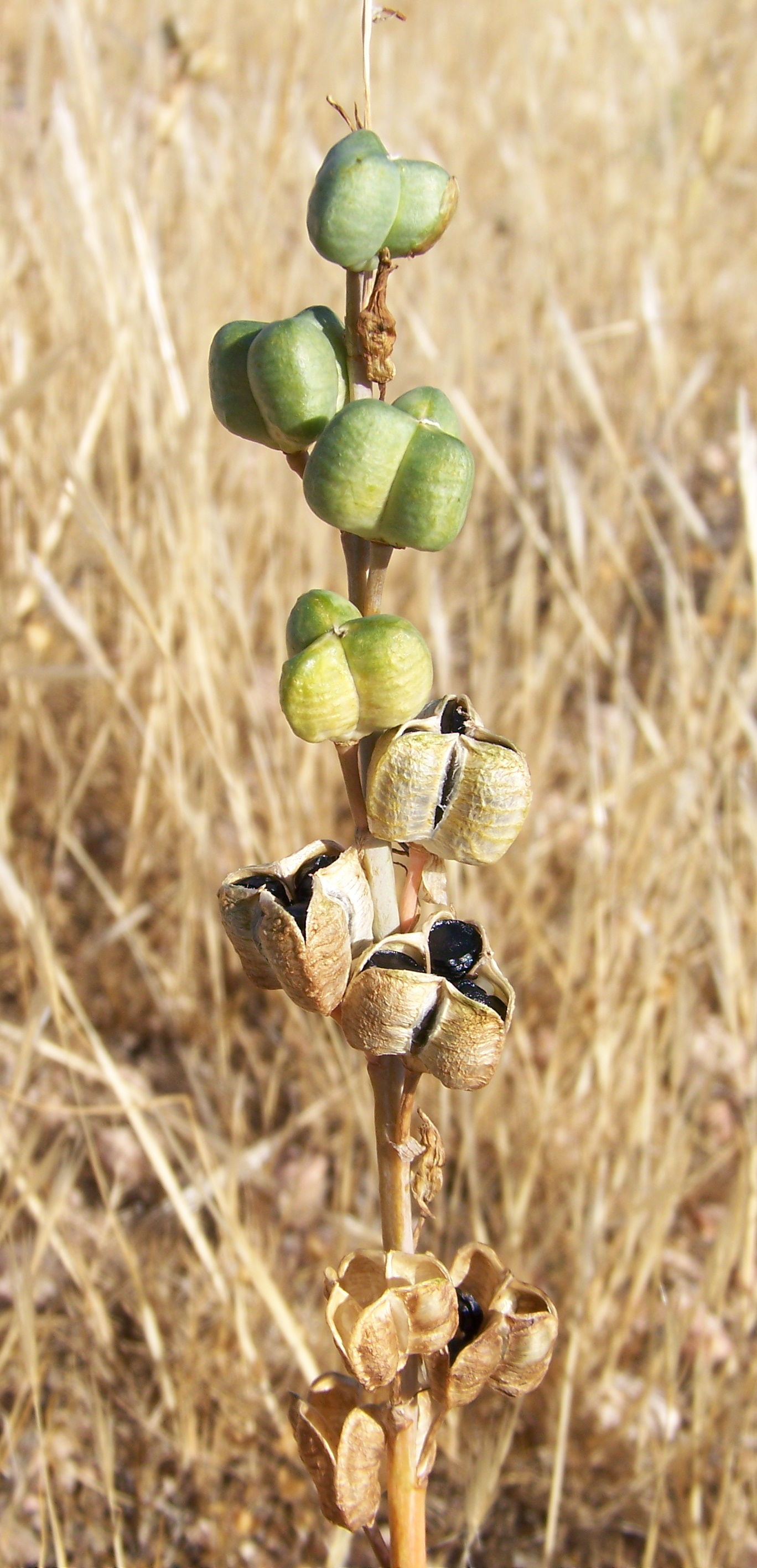
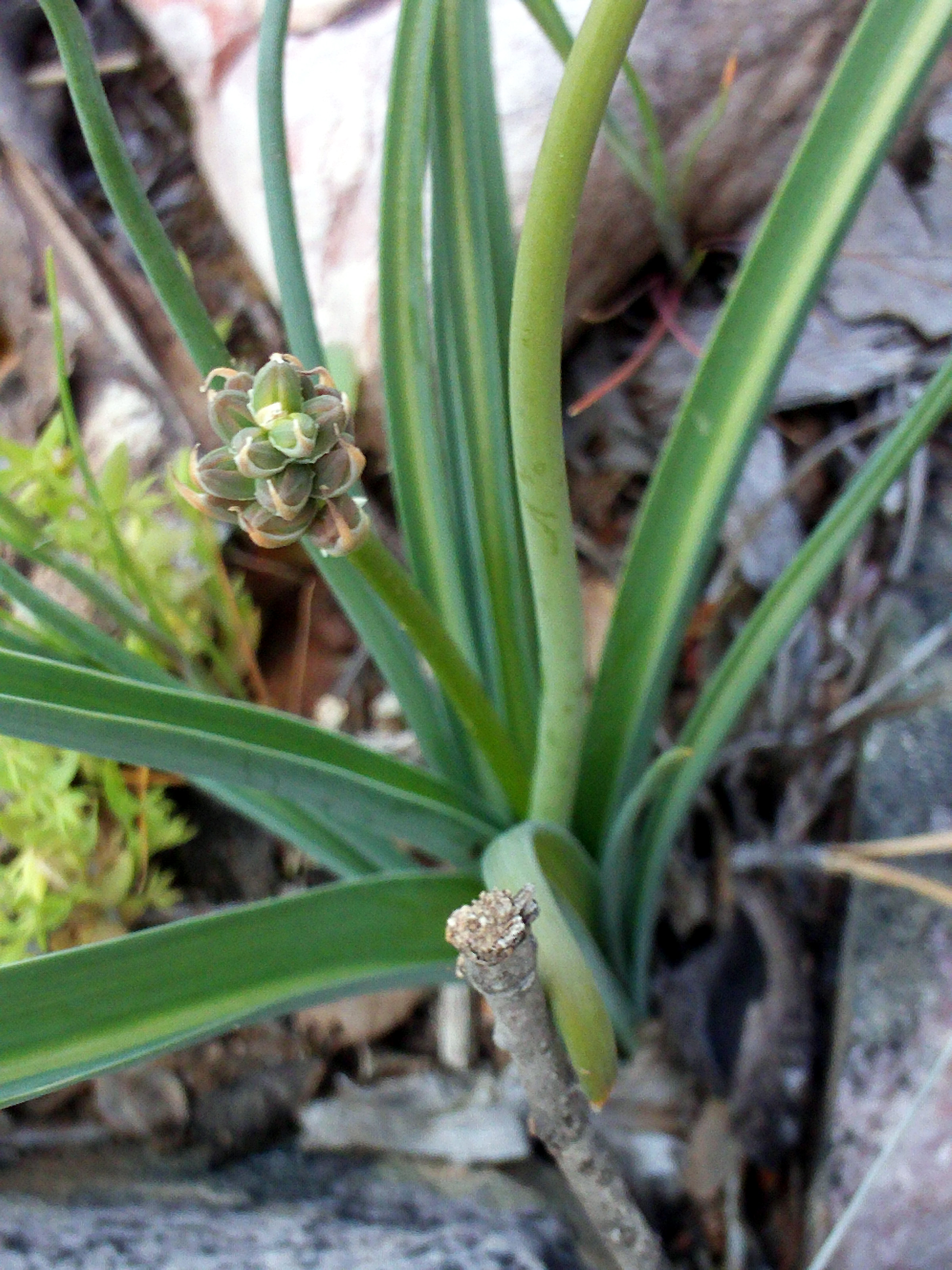